# Veselin Vuković
Veselin Vuković (cirill betűkkel: Веселин Вуковић, Sztruga, 1958. december 19. –) jugoszláv színekben olimpiai- és világbajnok szerb kézilabdázó, edző.

## Pályafutása

### Klubcsapatokban
Pályafutásának legnagyobb sikereit a szabácsi Metaloplastika csapatával érte el, amellyel hatszor volt bajnok hazájában, kétszer pedig a Bajnokcsapatok Európa-kupáját is megnyerte. 1987 és 1993 között hat éven át Spanyolországban kézilabdázott az Átlético Madridban és a Barcelonában. A katalánokkal bajnoki címet nyert 1992-ben.

### A válogatottban
A jugoszláv válogatott tagjaként 1984-ben olimpiai bajnok, két évvel később pedig világbajnok volt.

## Edzőként
Visszavonulását követően a Metaloplastika vezetőedzője lett, majd a szerb utánpótlás válogatottnál dolgozott és a felnőtt csapat segédedzője volt a 2000-es, Sydneyben rendezett olimpián. Az ötkarikás játékokat követően rövid ideig Cipruson dolgozott, majd a Szerb Kézilabda-szövetség vezetői őt nevezték ki a szerb válogatott élére. A 2012-es hazai rendezésű Európa-bajnokságon ezüstérmet nyert a csapat az irányításával, és a 2012-es londoni olimpián is ő volt a nemzeti csapat szövetségi kapitánya. 2013. május 24-én Ljubomir Vranjes váltotta a posztján.

## Sikerei, díjai
Metaloplastika Šabac
- Jugoszláv bajnok: 1982, 1983, 1984, 1985, 1986, 1987
- Jugoszláv Kupa-győztes: 1980, 1983, 1984, 1986
- Bajnokcsapatok Európa-kupája-győztes: 1985, 1986

Barcelona
- Spanyol bajnok: 1992